# Rötlinge
|  | Dieser Artikel wurde aufgrund von formalen oder inhaltlichen Mängeln in der Qualitätssicherung Biologie im Abschnitt „Mykologie“ zur Verbesserung eingetragen. Dies geschieht, um die Qualität der Biologie-Artikel auf ein akzeptables Niveau zu bringen. Bitte hilf mit, diesen Artikel zu verbessern! Artikel, die nicht signifikant verbessert werden, können gegebenenfalls gelöscht werden. Lies dazu auch die näheren Informationen in den Mindestanforderungen an Biologie-Artikel. Begründung: Systematik veraltet (Noordeloos 2004 ist nicht berücksichtigt), Abschnitt „Merkmale“ hat kaum Substanz, Artenliste fehlt. --Ak ccm (Diskussion) 20:19, 17. Feb. 2014 (CET) Eine neue Version des Artikels wird gerade vorbereitet. --Ak ccm (Diskussion) 11:10, 23. Feb. 2014 (CET) |

Die Rötlinge (Entoloma) oder auch Glöcklinge und Zärtlinge sind eine Pilzgattung aus der Familie der Rötlingsverwandten (Entolomataceae).

## Merkmale
Wie alle Arten der Rötlingsverwandten besitzen die Rötlinge rosa Sporenpulver. Doch im Gegensatz zu anderen Gattungen der Familie haben sie eckige Sporen. Viele Arten besitzen Zystiden.
Es handelt sich um eine sehr große Gattung mit über 200 Arten in Europa, die in mehrere Untergattungen gegliedert ist. Die Untergattung Entoloma (Rötlinge im engeren Sinn) beinhaltet relativ große Arten, die im Habitus Ritterlingen ähneln, mit ausgebuchtet angewachsenen Lamellen. Zu Leptonia gehören Arten mit genabeltem Hut und oft blauen Farben. Nolanea (Glöcklinge) hingegen beinhaltet zierliche Formen mit kegelig-glockigen Hüten und aufsteigend angewachsenen Lamellen. Kleine Arten mit herablaufenden Lamellen gehören zur Untergattung Eccilia. Es wurde von manchen Autoren auch schon versucht, die Untergattungen in den Gattungsrang zu stellen, neuere molekularbiologische Forschungen untermauern aber ihre Zugehörigkeit zu Entoloma.

## Ökologie
Rötlinge findet man in vielen Habitaten, so in Wäldern, Wiesen und Mooren bis in die alpine Stufe. Die meisten Arten sind Saprobionten und leben im Boden, einige wenige zersetzen Totholz. Manche allerdings bilden auch Mykorrhiza mit Bäumen aus der Familie der Rosengewächse wie Äpfel, Birnen, Prunus und Weißdorne. Dazu zählen beispielsweise der Schlehen-Rötling, Schild-Rötling, Gestreifte Frühlings-Rötling und Silbergraue Rötling (Ulmenbegleiter).

## Systematik
Die Gattung ist in einige Untergattungen aufgeteilt:
- Entoloma subg. Entoloma
- Entoloma subg. Clitopiloides
- Entoloma subg. Allocybe
- Entoloma subg. Nolanea
- Entoloma subg. Pouzarella
- Entoloma subg. Inocephalus
- Entoloma subg. Trichopilus
- Entoloma subg. Alboleptonia
- Entoloma subg. Leptonia
- Entoloma subg. Omphaliopsis
- Entoloma subg. Paraleptonia
- Entoloma subg. Claudopus